# Christopher MacAndrew, 3. Baron MacAndrew
Christopher Anthony Colin MacAndrew, 3. Baron MacAndrew (* 16. Februar 1945; † 3. März 2023 in London) war ein britischer Peer und Politiker der Conservative Party.

## Leben  und Karriere
MacAndrew wurde am 16. Februar 1945 als Sohn von Colin MacAndrew, 2. Baron MacAndrew (1919–1989) und Ursula Beatrice Steel (1918–1986) geboren. Er besuchte das Malvern College.
MacAndrew war als Landwirt tätig. Von 1996 bis 2009 war er Tax Commissioner. Als Hobbys nannte er Golf und Tennis.
Der Hereditary Peerage Association gehörte er nicht an.

## Mitgliedschaft im House of Lords
Beim Tod seines Vaters 1989 erbte er den Titel des Baron MacAndrew und den damals damit verbundenen Sitz im House of Lords. Seinen Sitz nahm er erstmals am 27. November 1990 ein. Seinen Sitz verlor er durch den House of Lords Act 1999. Für einen der verbleibenden Sitze trat er nicht an.
Im Register of Hereditary Peers, die für eine Nachwahl zur Verfügung stehen, war er nicht verzeichnet.

## Familie
MacAndrew heiratete am 13. Dezember 1975 Sarah Helen Brazier, die einzige Tochter von Lt Col Peter Hendry Brazier. Zusammen haben sie einen Sohn und zwei Töchter.